# Yxlö, Nynäshamn

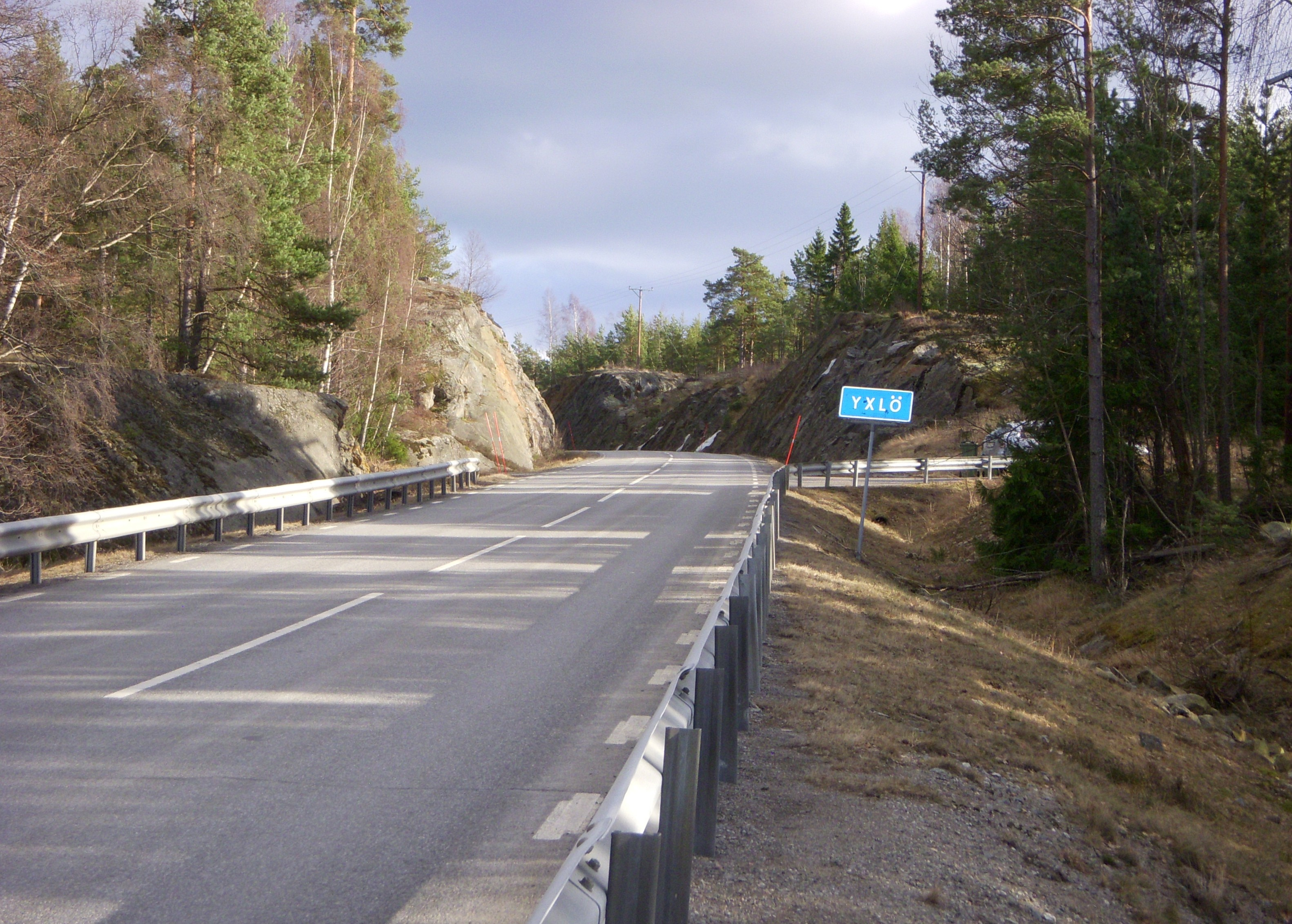
Muskövägen på västra Yxlö, mars 2012.

Yxlö är en ö mellan orten Ösmo och ön Muskö i Stockholms skärgård. Den låg i Ösmo socken.
Ön domineras av barrskog och berg men även viss odling bedrivs. På ön finns många fritidshus men även ett stort antal bofasta. Öns industri tillverkar aluminiumbåtar bland annat till svenska Försvarsmakten.Under sommarhalvåret finns även försäljning av grönsaker och potatis. Fortfarande bedrivs även fiske av några fast boende.  Från ön löper mot fastlandet en bro över den del av Yxlösundet som går under namnet Yxlö kanal och mot Muskö, den så kallade Muskötunneln. Yxlö var ända fram till Muskövägens tillkomst i mitten på 1900-talet helt utan fast förbindelse med fastlandet. Strax söder om Yxlöbron finns fortfarande kvar delar av den gamla ångbåtsbryggan.